# Johnny Ekström
Johnny Ekström (Kallebäck, Suecia, 5 de marzo de 1965) es un exfutbolista sueco, que se desempeñó como delantero y que militó en diversos clubes de Suecia, Alemania, Francia, España e Italia.

## Clubes
| Club                | País     | Año       |
| ------------------- | -------- | --------- |
| IFK Göteborg        | Suecia   | 1984-1986 |
| Empoli              | Italia   | 1986-1988 |
| Bayern Munich       | Alemania | 1988-1989 |
| AS Cannes           | Francia  | 1989-1991 |
| IFK Göteborg        | Suecia   | 1991      |
| Reggiana            | Italia   | 1992-1993 |
| Real Betis          | España   | 1993-1994 |
| Dinamo Dresde       | Alemania | 1994-1995 |
| Eintracht Frankfurt | Alemania | 1995-1997 |
| IFK Göteborg        | Suecia   | 1997      |

## Selección nacional
Ha sido internacional con la Selección de fútbol de Suecia; donde jugó 47 partidos internacionales y anotó 13 goles por dicho seleccionado. Incluso participó con su selección, en 1 sola Copa Mundial. La única Copa Mundial que jugó, fue en Italia 1990, donde anotó el gol del descuento en la derrota de su selección, por 2 a 1 ante Costa Rica en Génova, pese a que Suecia fue eliminado del Mundial de Italia en la primera fase, donde compartió el grupo C con los costarricenses, Brasil y Escocia. Además, llevó a su selección a las semifinales de la Eurocopa de 1992, que se jugó en su país.